# 郑乾龙
郑乾龙（1942年—2007年9月4日）上海人，中华人民共和国话剧、影视演员。

## 生平
1942年，郑乾龙出生在一个昆曲世家，长大后喜爱话剧。1964年，毕业于上海戏剧学院表演系，分配到北京，入中国青年艺术剧院（今中国国家话剧院）。在话剧舞台上，他曾在莎士比亚的《威尼斯商人》，上海戏《捉刀人》，根据李先念之子的报告文学改编的话剧《死罪》中饰演主要角色。
郑乾龙在数十年演艺生涯中，留下许多令人难忘的形象，如电影《华佗与曹操》中的华佗、《在暗杀名单上》中的陶景光，电视剧《渴望》中的罗刚等等。
郑乾龙是中国青年艺术剧院艺术委员会委员，一级演员，中国戏剧家协会会员，中国电影家协会会员，中国电影表演学会委员。
2004年，郑乾龙患重病，此后卧病三年。2007年9月4日，郑乾龙因患脑胶质瘤在北京市垂杨柳医院病逝，享年65岁。

## 作品
电影
- 1978年《我们是八路军》饰 杨学仁
- 1982年《诱捕之后》饰 焦金栋
- 1982年《人到中年》饰 刘学尧
- 1983年《华佗与曹操》饰 华佗
- 1987年《紫红色的皇冠》饰 陈导演
- 1988年《在暗杀名单上》饰 陶景光
- 1988年《艾滋病患者》饰 公安局长
- 1993年《第一诱惑》饰 周纬
- 1995年《世纪桥下》

电视剧
- 1987年《红楼梦》饰 林如海
- 1990年《渴望》饰 罗刚
- 《少奇同志在皖东》
- 《夏令营今日开始》
- 1996年《秦家风波》饰 秦天龙
- 1997年《北京往北是北大荒》
- 1999年《中国命运的决战》饰 罗隆基
- 1999年《开国领袖毛泽东》饰 汤薻真
- 2001年《非常接触》饰 站长
- 2001年《权力界》
- 2001年《汽车城》饰 郭大林
- 2001年《雷霆出击》饰 黄诗扬
- 2004年《重点高中》

## 家庭
- 父：郑传监，昆曲演员。